# Gamma Skupinsky
Gamma Skupinsky (* 1946 in Czernowitz, Ukraine) ist ein US-amerikanischer russischstämmiger Komponist.
Skupinsky hatte in seiner Jugend eine Klavier- und Violinausbildung und studierte am Moskauer Konservatorium Komposition und Instrumentation bei Albert Leman. 1979 flüchtete er in die USA. Dort setzte er seine Kompositionsausbildung bei Malcolm Peyton am New England Conservatory of Music fort und studierte Jazz bei George Russell und William Thomas McKinley.
Daran schloss sich ein Doktoratsstudium bei Marjorie Merryman (Komposition), Charles Fussell (Dirigieren) und Joel Sheveloff (Musikgeschichte) an der Boston University an. Außerdem besuchte Skupinsky Meisterkurse bei Dmitri Schostakowitsch, Aram Chatschaturjan, Georgi Swiridow, Pierre Boulez, John Cage und George Perle.
Skupinskys Kompositionen umfassen ein breites stilistisches Spektrum von klassischer Musik über Jazz, Pop und Folk bis hin zu Filmmusiken. Noch in Russland entstanden ein Ballett für elektronische Musik und das Rockoratorium E=mc². Viele seiner in Russland entstandenen Kompositionen müssen als nach seiner Flucht vor der Verfolgung durch Partei und Geheimdienst verloren gegangen gelten.